# 瀬野徹三
瀬野 徹三（せの てつぞう, Seno Tetsuzo, 1950年1月10日 - 2020年12月19日）は、日本の地震学者。東京大学地震研究所名誉教授。日本地球惑星科学連合フェロー。学位は、博士（理学）(東京大学)。京都府舞鶴市出身。
専門はテクトニクス、とくにプレートテクトニクス、地震テクトニクス分野。
著書に「プレートテクトニクスの基礎」「続・プレートテクトニクスの基礎」(共に朝倉書店)がある。

## 概要
フィリピン海プレートの相対運動の決定により、グローバルなプレートテクトニクス研究に本質的な貢献をなすと共に、南海トラフにおける巨大地震の長期的な発生予測の基礎を築いた。またプレートの力学特性に関する研究により地震発生における水の存在の役割を明らかにした。さらにプレートテクトニクスに基づき地震発生・活動を解明する地震テクトニクスにおいて、日本列島を含む沈み込み帯における地震発生に関する多様な研究・考察をおこない分野を先導した。

## 経歴
京都府立西舞鶴高等学校を卒業し、東京大学理科一類に入学。1975年3月、東京大学理学部地球物理学科卒業。1980年3月、東京大学大学院理学系研究科地球物理学専門課程博士課程修了、理学博士。1980年4月より建設省建築研究所国際地震工学部(1981年4月〜1982年8月スタンフォード大学研究員)を経て、1988年8月東京大学地震研究所助教授、1995年4月同教授、2016年3月東京大学を定年退職、名誉教授を務めた。2020年12月、京都医療センターにて胆管がんにより永眠。享年70。

## 主要論文(抜粋)
1. Seno, T., The instantaneous rotation vector of the Philippine Sea plate relative to the Eurasian plate, Tectonophys., 42, 209-226, 1977. 
2. Seno, T., and S. Maruyama, Paleogeographic reconstruction and origin of the Philippine Sea, Tectonophys., 102, 53-84, 1984. 
3. Yamasaki, T., and T. Seno, Double seismic zone and dehydration embrittlement, J. Geophys. Res., 108 (B4), 2212, doi:10.1029/2002JB001918, 2003. 
4. Seno, T., Determination of the pore fluid pressure ratio at seismogenic megathrusts in subduction zones: Implications for strength of asperities and Andean-type mountain building, J. Geophys. Res., 114, B05405 doi:10.1029/2008JB005889, 2009. 
5. 瀬野徹三 南海トラフ巨大地震－その破壊の様態とシリーズについての新たな考え－地震, 64, 97-116, 2012.